# Templo de Zhenguo
El Templo de Zhenguo (en chino: 镇国寺) es un templo budista ubicado catorce kilómetros al noreste de Pingyao, en la aldea de Hadongcun, provincia de Shanxi, China. El Salón Wanfo, construido en el año 963, durante la dinastía Han Septentrional, es el más antiguo del templo y se destaca por sus grandes canecillos que sostienen el techo y los aleros. Las que alberga son los únicos ejemplos de esculturas budistas del siglo X en el país asiático.

## Historia
La historia del templo de Zhenguo se remonta al año 963, fecha en la que se calcula se produjo la construcción del Salón Wanfo. Tal fecha se encontró anotada en una viga del techo y se registró también en una historia local de Pingyao escrita en el siglo XIX y en una estala de 1819. Ese salón es el más antiguo del templo y la única construcción sobreviviente de la breve dinastía Han Septentrional. Aunque poco se sabe de su historia, estelas asientan que el templo se renovó en 1540 y más tarde en 1816. Pese a las reparaciones se conservó la apariencia original. En 1997, la Organización de las Naciones Unidas para la Educación, la Ciencia y la Cultura lo declaró, junto con la ciudad de Pingyao y el Templo de Shuanglin, Patrimonio de la Humanidad bajo la denominación de «Ciudad vieja de Pingyao».

## Diseño
El templo consta de dos salones principales, una entrada y dos patios entre las tres construcciones. Además, todo el complejo está rodeado por un muro. El templo está abierto hacia el sur y el Salón Tianwang funge como la puerta de entrada. En el norte se localiza el Salón Sanfo, que data de la dinastía Qing, un patio y dos construcciones menores llamadas Guanyin y Dizang, edificadas durante la dinastía Ming. Hay también dos campanarios ubicados a cada lado del Salón Tianwang.

### Salón Wanfo

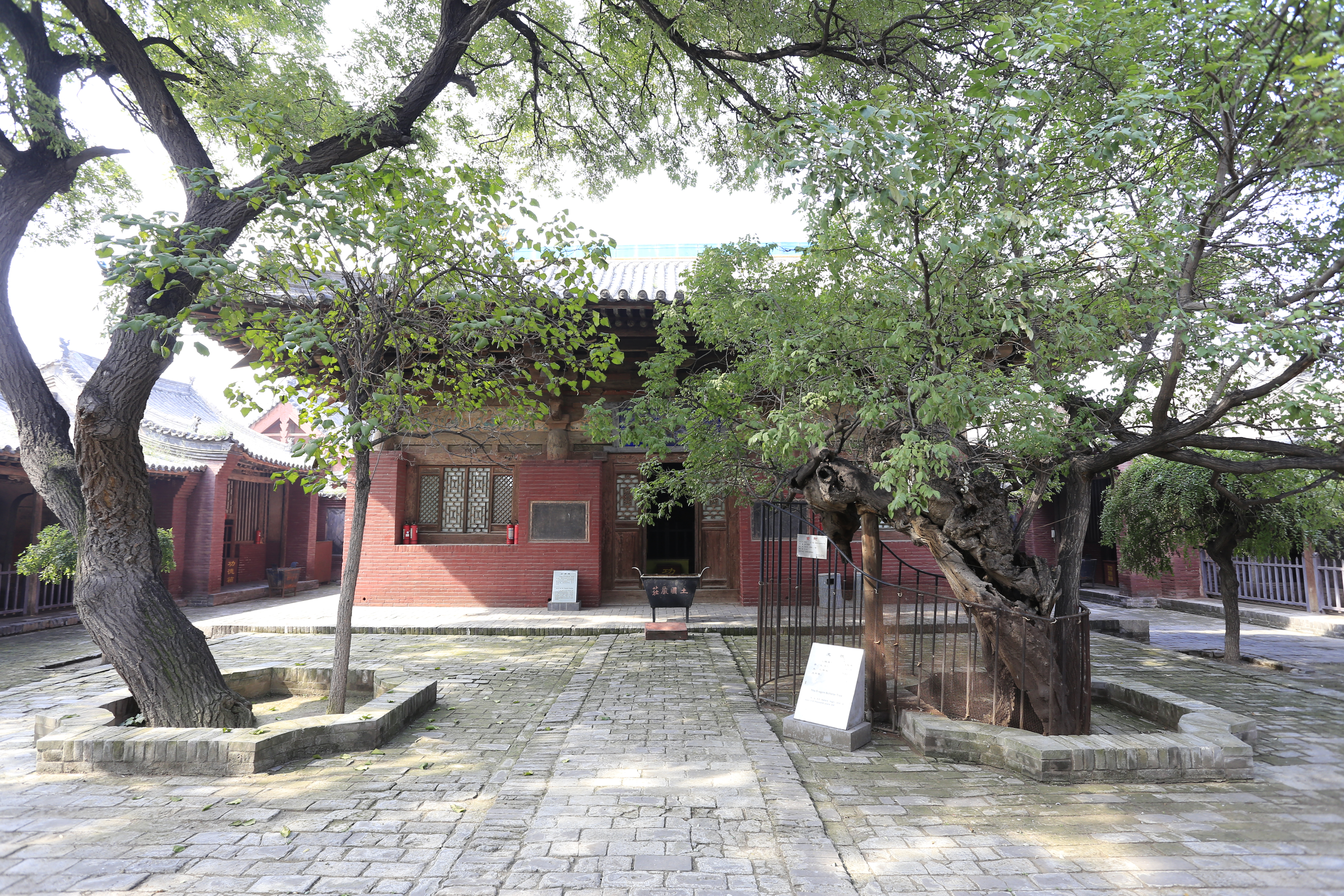
Salón Wanfo en el Templo de Zhenguo.

El Salón Wanfo, conocido también como Salón de los 1000 Budas, es una de las construcciones de madera más antiguas de China. Es una edificación con un tejado a cuatro aguas con gablete, de tres tramos y cornisa única, casi cuadrada en forma, con 11.6 por 10.8 metros de largo y 8.8 metros de alto. Su estructura es compleja, pese a sus pequeñas dimensiones y características que lo podrían identificar como un salón regular (como son los pilares incrustados directamente en el suelo y no en un pedestal). Tiene puertas en las porciones delantera y trasera. También en el frente hay dos ventanas a ambos lados de la entrada. En total, la estructura se soporta en veinte pilares.
Los canecillos que sostienen el techo son del tipo más complejo, de acuerdo con el Yingzao Fashi. Estos conjuntos de soportes se encuentran a aproximadamente 2.5 metros de altura, 70 % del tamaño de las columnas. La sala no tiene cielo raso, por lo que las porciones superior e inferior de las vigas están expuestas. De acuerdo con Steinhardt (1997), los complejos canecillos evidencian el intento de los gobernantes de la dinastía Han Septentrional por hacer una estructura espléndida con recursos limitados. En su interior hay once esculturas del mismo periodo Han, las únicas que sobreviven junto con las que se encuentran en las cuevas de Mogao. Hay una estatua principal de Sakyamuni flanqueada por Bodhisattvas y Reyes Celestiales.